# Danuriodes barbozae
Danuriodes barbozae es una especie de mantis de la familia Mantidae.

## Distribución geográfica
Se encuentra en Angola, Kenia, Congo y Tanzania.